# دواين هاي
دواين هاي هو لاعب هوكي الجليد كندي، ولد في 11 فبراير 1977 في لندن في كندا.

## وصلات خارجية
- دواين هاي على موقع دوري الهوكي الوطني (الإنجليزية)
- دواين هاي على موقع قاعة مشاهير الهوكي (لاعب أن.إتش.أل) (الإنجليزية)
- دواين هاي على موقع EliteProspects.com (الإنجليزية)
- دواين هاي على موقع HockeyDB.com (الإنجليزية)
- دواين هاي على موقع Hockey-Reference.com (الإنجليزية)